# Karel Neffe
Karel Neffe starší (6. července 1948 Praha – 13. února 2020) byl český sportovec veslař, československý reprezentant a olympionik. Na Letních olympijských hrách 1972 v Mnichově získal bronzovou medaili v nepárové čtyřce s kormidelníkem.
Po ukončení závodní kariéry se stal trenérem. Jeho syn Karel Neffe mladší (* 1985) je také veslař.

## Účast na OH
- LOH 1972 Mnichov – 3. místo
- LOH 1976 Montreal – 4. místo
- LOH 1980 Moskva – 4. místo